# Mauritiuskirche (Rommelshausen)

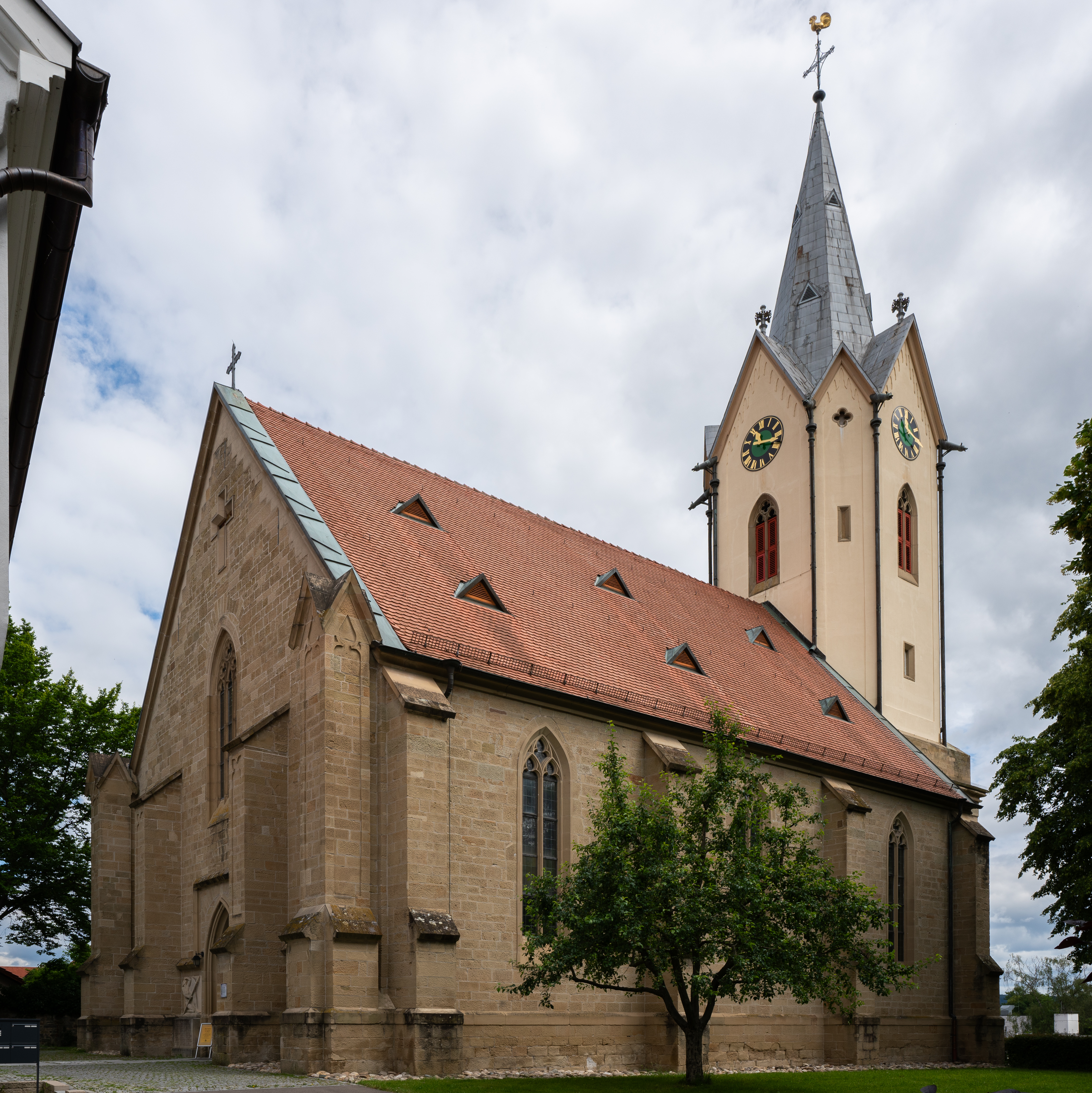
Die Mauritiuskirche in Rommelshausen

Die evangelische Mauritiuskirche in Kernen im Remstal befindet sich im Ortskern des Ortsteils Rommelshausen. Sie befindet sich im direkten Umfeld des alten Rathauses und des Pfarrhofes.

## Geschichte

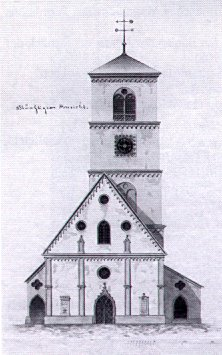
Entwurf 1
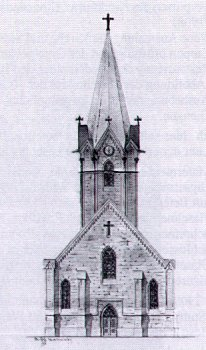
Entwurf 3

Rommelskirchen war bereits 1275 Pfarrort, bereits 1408 ist eine dem heiligen Mauritius gewidmete Kirche belegt. Der Turmchor  als ältester Teil der heutigen Kirche ist schon früher errichtet worden, vermutlich im 14. Jahrhundert. Mit der Reformation im Herzogtum Württemberg im Jahr 1534 wurde die Kirche evangelisch.
Es gab viele Renovierungen und Umbauten, unter anderem eine Erweiterung nach Norden zu Beginn des 17. Jahrhunderts. Um 1830 war die Kirche so baufällig, dass man sich entschloss, das Langhaus und den Turmhelm abzutragen. Es folgten drei Entwürfe für den Bau der neuen Kirche. Am 11. Juli 1843 wurde das Bauvorhaben genehmigt und begonnen. Am 7. September 1844 konnte die neue Kirche eingeweiht werden.
1954 wurde die Kirche innen renoviert. Die neogotischen Verzierungen wurden entfernt, der Altar wurde ausgetauscht und die Malereien wurden restauriert. Eine weitere umfassende Renovierung, bei der unter anderem die Bänke erneuert wurden, erfolgte 1985/86.

## Beschreibung der Kirche
Das Kirchenschiff der Kirche hat einen rechteckigen, der Chorturm einen quadratischen Grundriss. Das Hauptportal befindet sich auf der Westseite. An dem Portal befindet sich ein Denkmal für die Gefallenen des Ersten Weltkrieges.
Das Kirchenschiff ist im Stil einer dreischiffigen Basilika gestaltet.

## Orgel

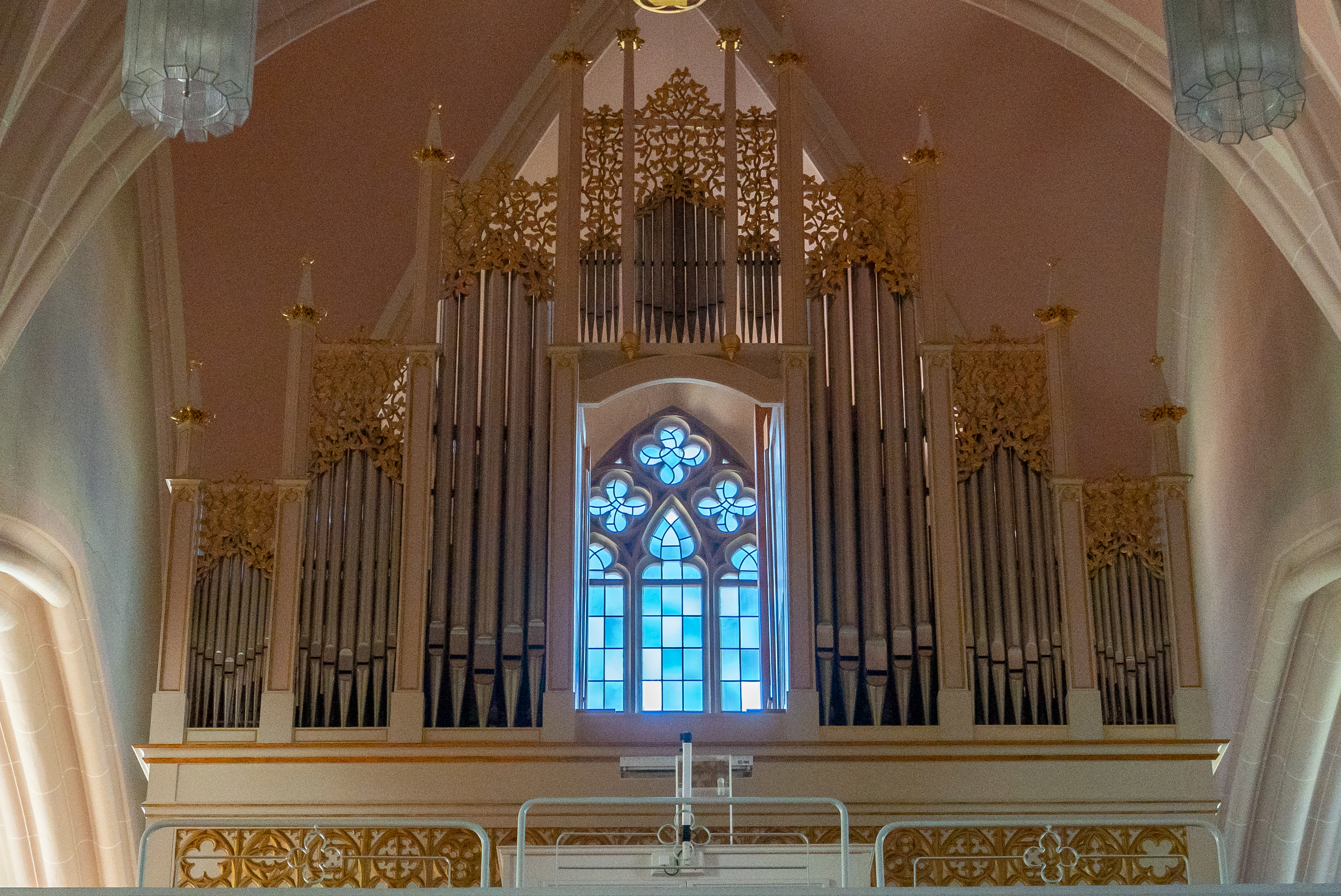
Orgel

Im Jahr 1717 führte eine gute Weinernte dazu, dass die Bürger von Rommelshausen Geld sammelten, um eine Orgel zu kaufen. Nikolaus Franziskus Lamprecht baute 1719/20 die erste Orgel mit sechs Registern.
1843/44 wurde eine größere Orgel nötig und der Auftrag ging an Johann Victor Gruol, der eine Orgel mit 14 Registern baute. Diese zeigte bald Mängel, was zu einem verlorenen Prozess und schließlich zu Reparaturen durch andere Orgelbauer führte.
1937 wurde die Orgel durch die Firma Walcker umgebaut und erweitert, da sich Verschleiß bemerkbar machte und man ein Manual nicht mehr als zeitgemäß empfand. Aufgrund von Verschleiß entschied man sich 1990 für eine Restaurierung, die 1994 durch die Firma Link aus Giengen abgeschlossen wurde. Diese Restaurierung war der Abschluss der Restaurierung der Mauritiuskirche. Dabei wurde die Orgel um ein Nebenwerk im 2. Manual erweitert sowie die Gruol’sche Pedallade um 3 Register.

### Disposition
| Hauptwerk, Manual I |            |     |
| 01.                 | Prinzipal  | 08′ |
| 02.                 | Gamba      | 08′ |
| 03.                 | Octav      | 04′ |
| 04.                 | Dolce      | 04′ |
| 05.                 | Octav      | 02′ |
| 06.                 | Mixtur IV  | 02′ |
| 07.                 | Querflöte  | 04′ |
| 08.                 | Gedeckt    | 08′ |
| 09.                 | Flöte      | 08′ |
| 10.                 | Salicional | 08′ |

| Nebenwerk, Manual II |                    |        |
| 11.                  | Lieblich Principal | 08′    |
| 12.                  | Flauto dolce       | 08′    |
| 13.                  | Bifara             | 08′    |
| 14.                  | Fugara             | 04′    |
| 15.                  | Rohrflöte          | 04′    |
| 16.                  | Flautino           | 02′    |
| 17.                  | Cornettino III     | 02 ⁄3’ |
|                      |                    | 02’    |
|                      |                    | 013⁄5’ |
| 18.                  | Octav              | 02′    |
| 19.                  | Clarinette         | 08′    |

| Pedal |             |     |
| 20.   | Violonbass  | 16′ |
| 21.   | Subbass     | 16′ |
| 22.   | Octavbass   | 08′ |
| 23.   | Trompetbass | 08′ |
| 24.   | Posaune     | 16′ |
| 25.   | Violon      | 08′ |
| 26.   | Octav       | 04′ |

- Plenotritt I. Manual
- Plenotritt II. Manual
- Koppeln: II/I, I/P, II/P

## Glocken
Aktuell besteht das Geläut aus vier Glocken.
| Ton | Jahr | Höhe   | Durchmesser | Gewicht | Inschrift | Bemerkungen                                 |
| --- | ---- | ------ | ----------- | ------- | --- | ------------------------------------------- |
| es1 | 1955 | 130 cm | 130 cm      | 1360 kg | A und 0, Jesus Christus, dein Name werde geheiligt                                                                | Gegossen durch H. Kurtz, Stuttgart          |
| g1  | 1490 | 89 cm  | 113 cm      | 740 kg  | osanna heis ich in der er (Ehre) maria und der zveier heilgen sant mertin und sant jörgen er levt (läut) ich 1490 |                                             |
| b1  | 1490 | 79 cm  | 95 cm       | 437 kg  | osanne heis ich in santbernhart er levt ich Bernhart Lachaman gos mich 1490                                       | Gegossen durch Bernhart Lachaman, Heilbronn |
| c2  | 1955 | 77 cm  | 77 cm       | 280 kg  | Komm, heiliger Geist, Herre Gott                                                                                  | Gegossen durch H. Kurtz, Stuttgart          |

Die Kirche musste in den beiden Weltkriegen jeweils zwei Glocken an die Militärverwaltung abgeben.

## Bilder

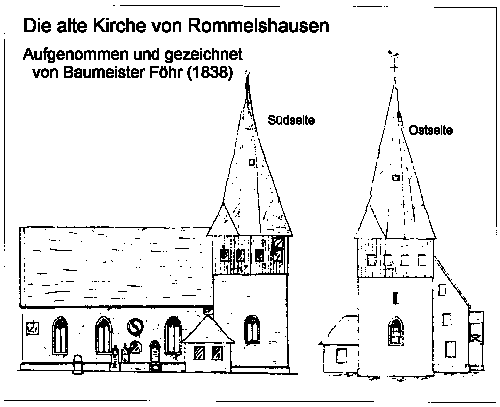
Kirche um 1838
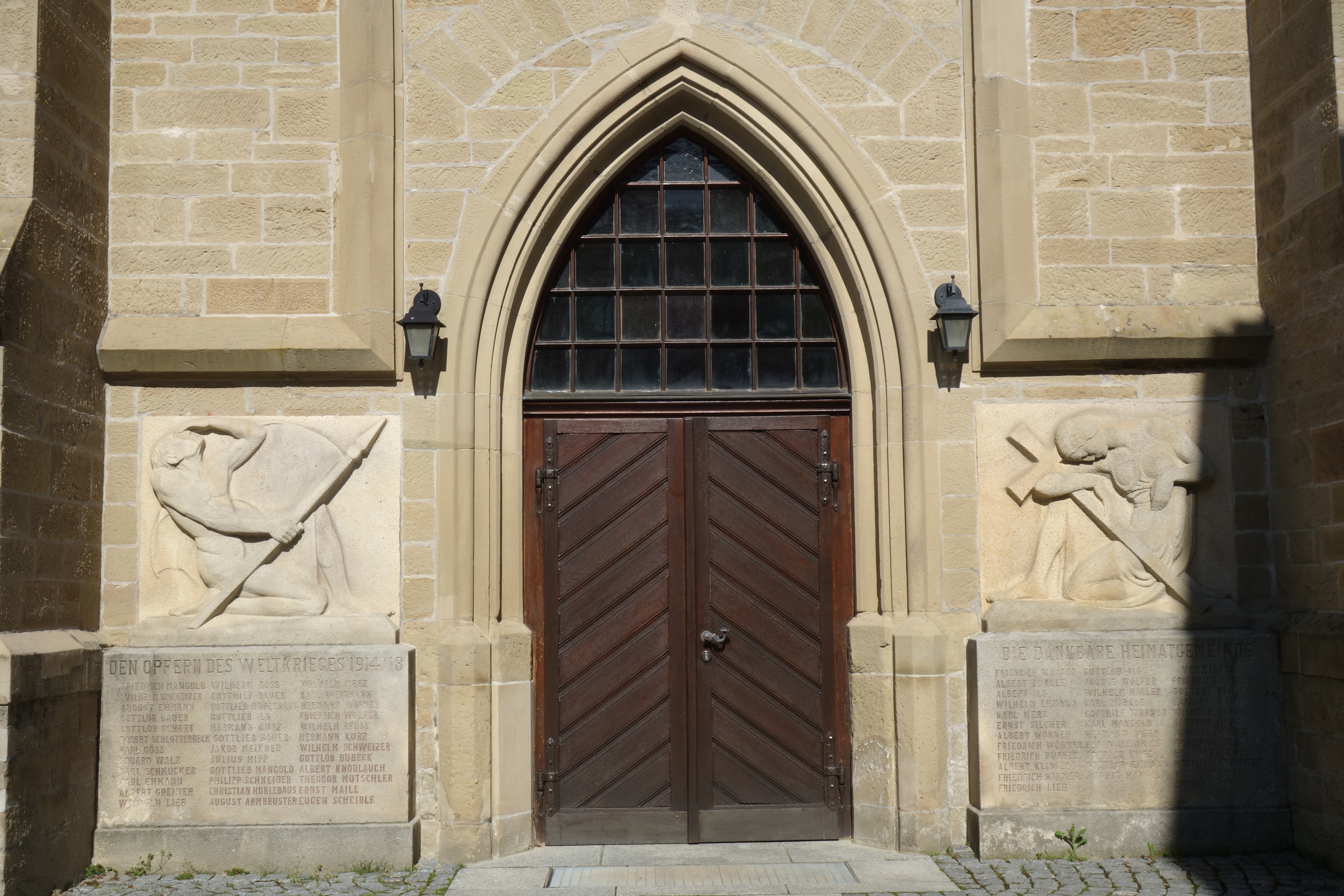
Eingang mit Denkmal zugunsten der Gefallenen des Ersten Weltkrieges
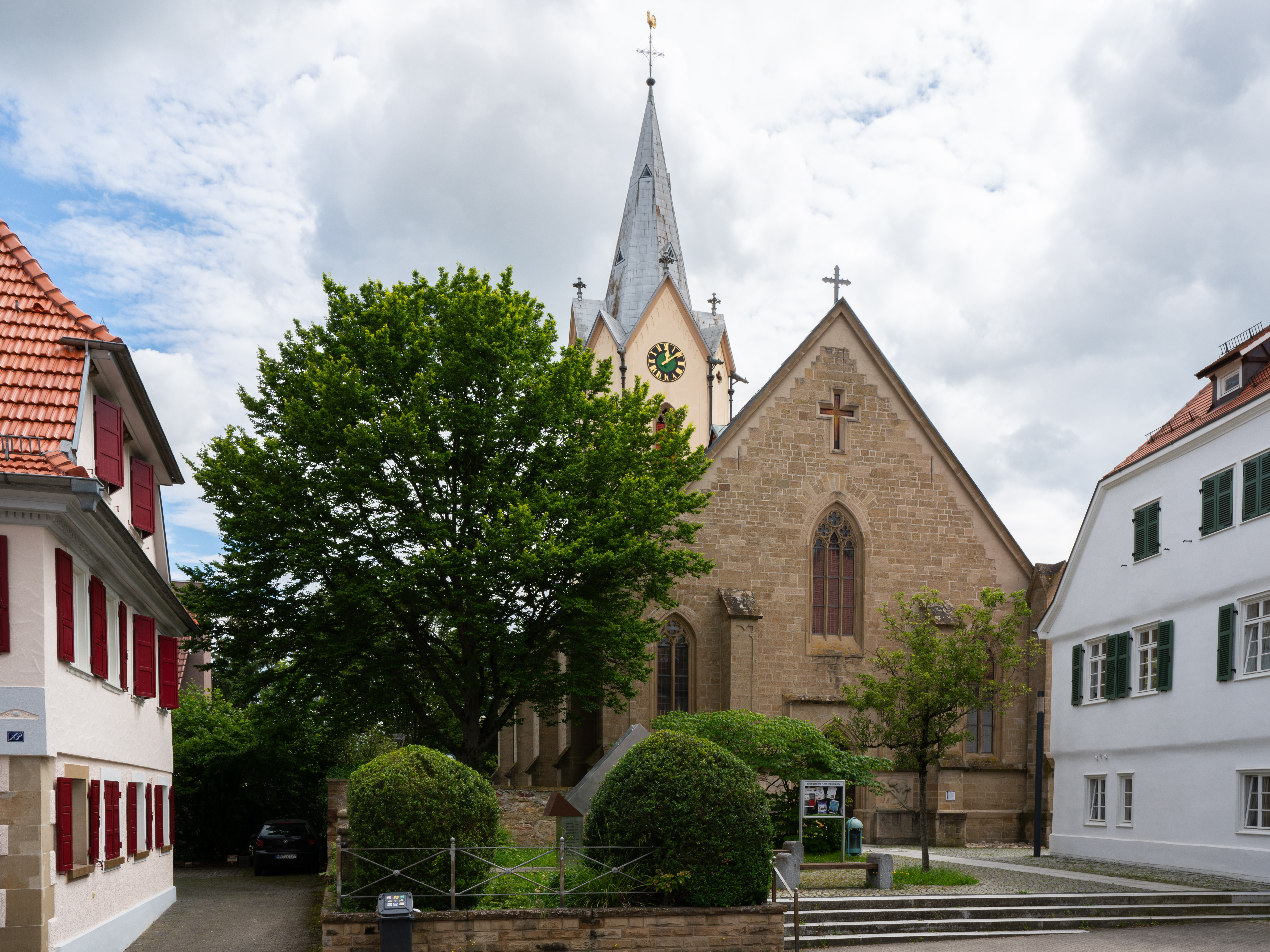
Ansicht von vorne
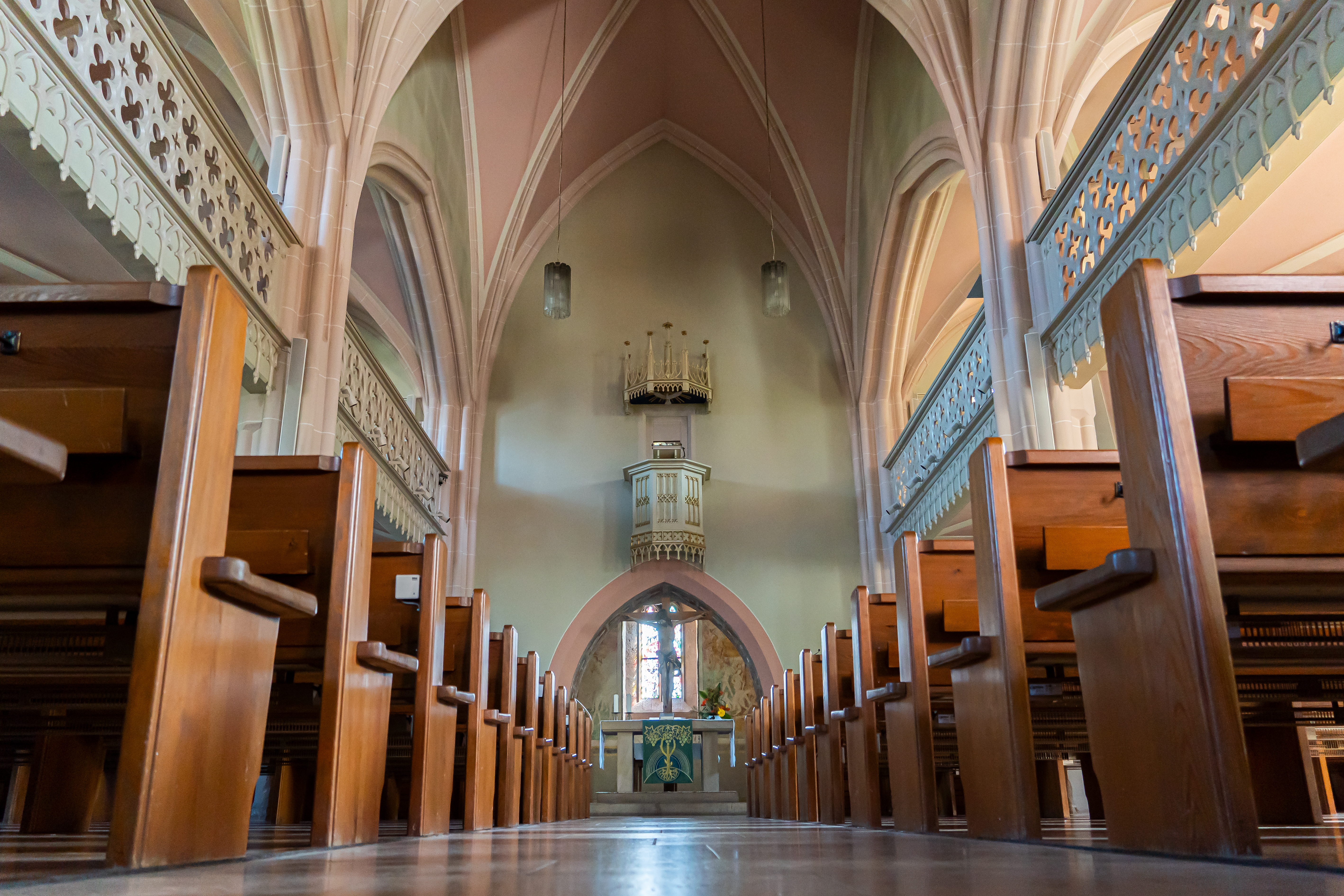
Innenansicht zum Altar
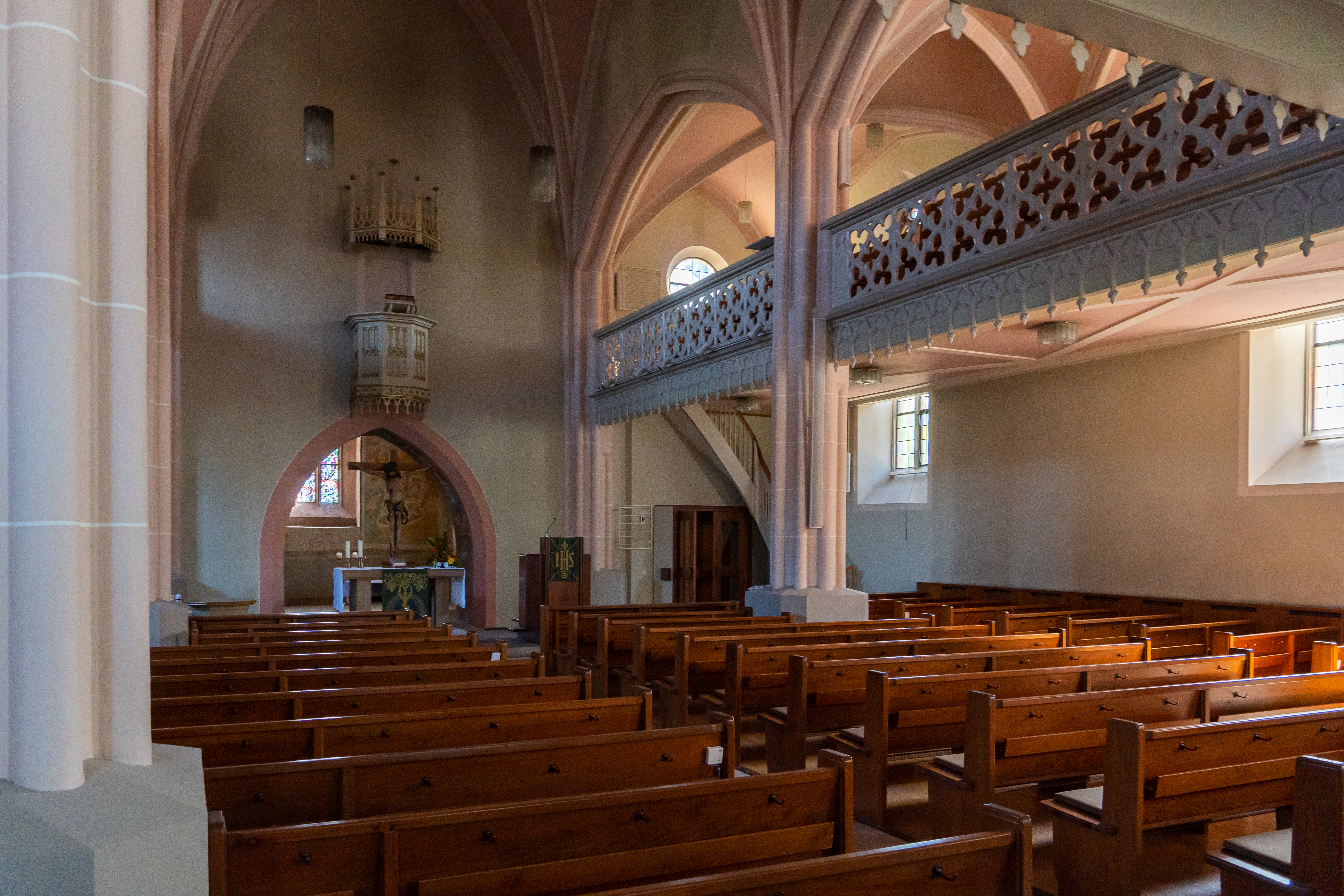
Sitzbänke
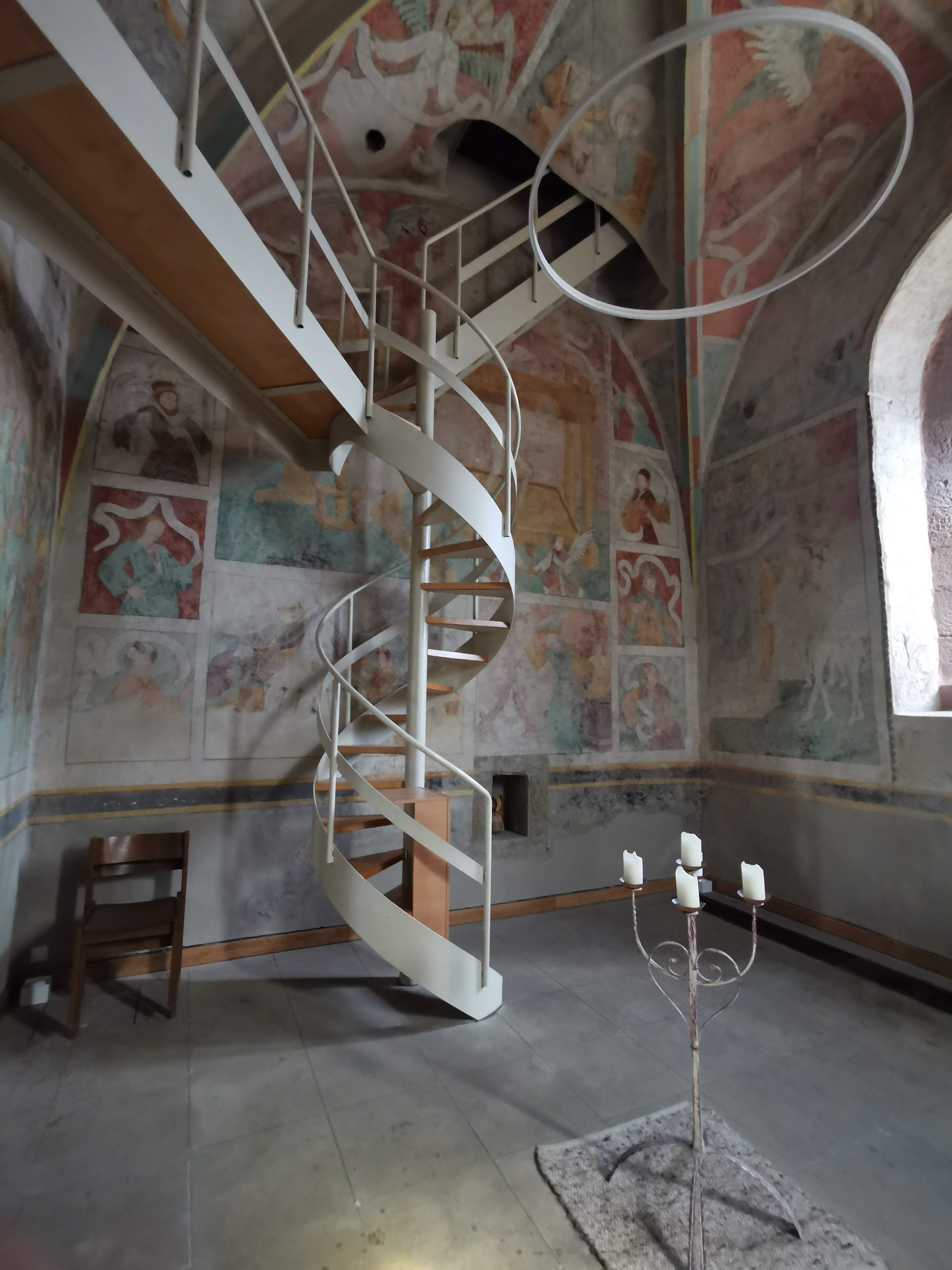
Raum unter dem Turm mit Wendeltreppe
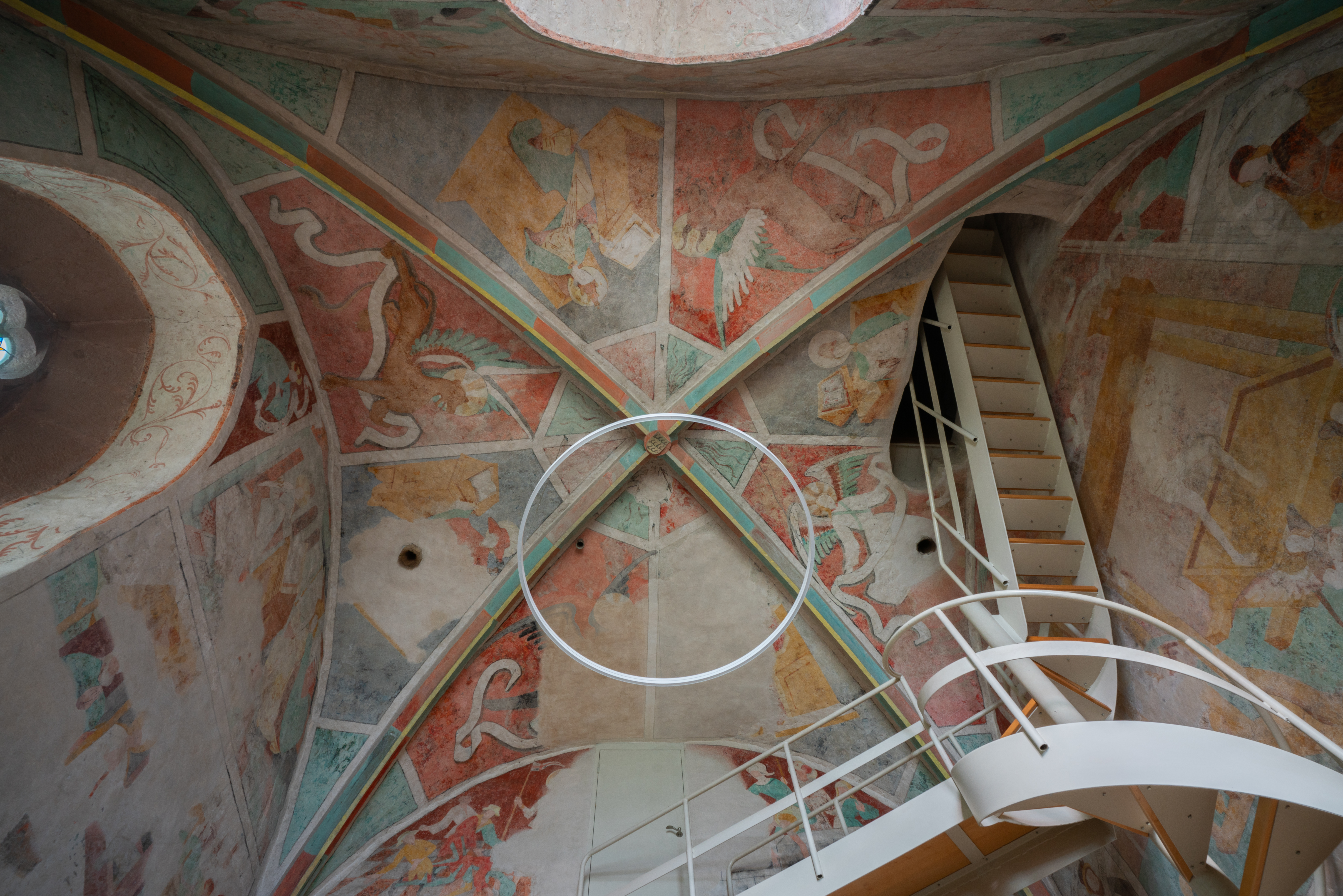
Bemalte Decke unter dem Turm
Gewölbe der Kirche